# منهتن را خواهم گرفت (مینی‌سریال)
منهتن را خواهم گرفت (انگلیسی: I'll Take Manhattan) یک مینی‌سریال تلویزیونی آمریکایی در چهار قسمت محصول سال ۱۹۸۷ است که از رمان جودیت کرانتز به همین نام در سال ۱۹۸۶ اقتباس شده است. این مجموعه که توسط سی‌بی‌اس نمایش داده شده است، داستان خانوادهٔ ثروتمند آمبرویل را روایت می‌کند که شرکت انتشاراتی خود را در نیویورک اداره می‌کنند. پس از مرگ پدرسالار خانواده، شرکت توسط برادر بی‌وجدانش کاتر تصاحب می‌شود. فرزندان زاخاری، به ویژه دختر پرانرژی و باهوش او، ماکسی، نبردی را برای به دست گرفتن کنترل شرکت پدرشان آغاز می‌کنند.